# Walter Braun (Geistlicher)
Walter Max Emil Braun  (* 13. Januar 1892 in Windenburg, Ostpreußen, Kirchspiel Kinten; † 24. Februar 1973 in Berlin) war ein deutscher evangelischer Pfarrer, zuletzt Generalsuperintendent in Potsdam.

## Leben
Walter Braun studierte Evangelische Theologie an der Albertus-Universität in Königsberg und an der Philipps-Universität in Marburg. Seit 1911 gehörte er der Burschenschaft Teutonia Königsberg an. 1914 wurde er zum Kriegsdienst eingezogen und erlitt dort 1915 eine dauerhafte Handverletzung, so dass er zum Kriegsversehrten wurde und heimkehren durfte. Nach dem Besuch des Predigerseminars im damals westpreußischen Wittenburg in den Jahren 1915/1916 wurde er im November 1917 Hilfsprediger und anschließend Pfarrer der Evangelischen Landeskirche der älteren Provinzen Preußens, aus der nach dem Ende des Ersten Weltkrieges die Evangelische Kirche der altpreußischen Union hervorging.

### Beruflicher Werdegang
Braun wirkte in mehreren ostpreußischen Gemeinden: 1917 in Laugszargen im Kreis Tilsit und von 1918 bis 1922 in Königsberg i. Pr. sowie 1922/1923 in der Kirche Kaukehmen und von 1923 bis 1926 in der Kirche Lappienen.
Das leitende Komitee der Berliner Missionsgesellschaft gewann Braun im Jahr 1925 als „Heimat-Dezernenten“. Von 1926 bis 1947 war er Missionsinspektor der Berliner Mission. In den Jahren 1936/1937 besuchte er einmal Ostafrika, um Berliner Missionaren, die dem Nationalsozialismus nicht abgeneigt waren, zu erklären, dass dieser für die christliche Mission schädlich sei. 
Überdies war er leitender Mitarbeiter der Arbeitsgemeinschaft der Volksmissionare in Deutschland. In den 1940er Jahren musste Braun die Leitung der Volksmission in Groß-Berlin übernehmen. Ab 1947 leitete er die Arbeitsgemeinschaft für Volksmission im Osten Deutschlands von Potsdam aus, während Vorsitzender dieser Arbeitsgemeinschaft für den Westen der Professor für Praktische Theologie und Neues Testament an der Universität Kiel Heinrich Rendtorff war.
Im April 1947 übernahm Braun das Amt des Generalsuperintendenten der Kurmark (mit Sitz in Potsdam), das zuvor von Bischof Otto Dibelius zusätzlich ausgeübt worden war. In seiner Amtszeit fanden ab 1948 die Kurmärkischen Kirchentage in Potsdam in der Regel alljährlich statt, über die 1949 in der Tageszeitung Neue Zeit erstmals informiert wurde. Braun förderte besonders die kirchliche Männerarbeit (ab 1948).
Der brandenburgischer Minister für Volksbildung, Wissenschaft und Kunst Fritz Rücker  überreichte  am 24. März 1950 –  in Anwesenheit  des kurmärkischen Generalsuperintendenten Walter Braun  –  dem Gemeindekirchenrat der Potsdamer Nikolaikirchengemeinde eine zweckbestimmte Spende in Höhe von 18 000 Mark  für einen Orgelneubau.
1951 sprach Kirchenpräsident Martin Niemöller auf Brauns Einladung hin in Potsdam zu aktuellen Fragen.
Am 14. Dezember 1952 ordinierte er eine der ersten promovierten Theologinnen, die Verfasserin der Streitschrift „Die Frau auf der Kanzel?“, Eva Hoffmann-Aleith (1910–2002), was ihm das gerade erlassene Pfarrvikarinnengesetz der Evangelischen Kirche der Union ermöglichte. Der Generalsuperintendent konnte die  durch Scheidung alleinstehende Pastorenfrau in seinem kurmärkischen Sprengel der Evangelischen Kirche in Berlin-Brandenburg nunmehr als Pfarrvikarin in Stüdenitz (Mark) einsetzen.
Unter Brauns Leitung fand 1962 in Potsdam eine ökumenische Studientagung statt, auf der die beiden neu gewählten DDR-Mitglieder des Weltkirchenrates, Bischof Noth und Missionsdirektor Gerhard Brennecke (1916–1973) sowie als Gast der westfälische Landeskirchen-Vizepräsident Hans Thimme über Aspekte der dritten Vollversammlung des Ökumenisches Rates der Kirchen im Jahr 1961 in Neu-Delhi zum Thema „Jesus Christus – das Licht der Welt“ berichteten.
Braun trat 1963 in den Ruhestand. Nach seinem Ruhestand am 1. Januar 1963 wurde der Sprengel Kurmark in die Generalsuperintendenturen Eberswalde und Potsdam aufgegliedert.

### Ehrungen
Braun war Mitglied der evangelischen Kirchenleitung der Kirchenprovinz Berlin-Brandenburg. Er vertrat die Kirchenleitung und auch das Komitee der Berliner Missionsgesellschaft am 14. Juni 1949, als der bisherige Missionsinspektor Gerhard Brennecke in sein Amt als Direktor des Berliner Missionswerks und Nachfolger von Siegfried Knak eingeführt wurde.
1952 wurde Braun von der Theologischen Fakultät der Humboldt-Universität zu Berlin ehrenhalber zum D. theol. promoviert, zusammen mit Präses Kurt Scharf und dem Jenenser Alttestamentler Rudolf Meyer. In der Tagespresse wurde bei der Würdigung Brauns hervorgehoben, er habe nach jahrzehntelanger „Arbeit in der Berliner Missions-Gesellschaft im Amt eines Generalsuperintendenten der Kurmark die Gemeindearbeit gefördert und im kirchlichen Seminar in Hermannswerder neue Möglichkeiten für die Heranbildung des theologischen Nachwuchses geschaffen.“ Anlässlich seines 60. Geburtstages wurde Braun von der Evangelischen Kirchenleitung Berlin-Brandenburg zum Ehrendomherrn des Domstifts Brandenburg an der Havel ernannt.

### Einsatz für Menschen
Braun ließ sich von den DDR-Oberen politisch nicht vereinnahmen. Zu seinem 70. Geburtstag schrieb die CDU-Zeitung Neue Zeit deshalb im Auftrag ihres Herausgebers: „Der Jubilar hat immer wieder Ansätze zur Einnahme einer echten loyalen Haltung gegenüber unserem Staat gemacht. Es wäre gerade an diesem seinem Ehrentag zu wünschen, daß er die in solchen Ansätzen zum Ausdruck kommende Linie mit voller Konsequenz ausziehen könnte.“ Der ehemalige Parteifunktionär der Ost-CDU Wirth bewertete die Wahrnehmung des innerkirchlichen Visitatorenamtes des kurmärkischen  Generalsuperintendenten als gründlich und  auch  positiv, dass Braun sich 1956 in der Neuen Zeit für „eine gewisse Loyalität aussprach“. Er charakterisierte  zehn Jahre nach der  Herstellung der Einheit Deutschlands insgesamt Brauns Denkstil als konservativ, dem „gleichsam in toto dem sich forciert entwickelnden gesellschaftlichen Leben in der DDR fremd“ war.
Bereits zu Beginn seiner Amtszeit setzte er sich für die Pfarrer seines Sprengels gegenüber staatlichen Behörden nachdrücklich ein. Als die staatliche Entnazifizierungs-Kommission des Landes Brandenburg ohne Einholung einer Auskunft von kirchlichen Stellen den angeblich NS-belasteten Pfarrer Joachim Teller (* 1911) aus  Illmersdorf suspendieren wollte, bewirkte Braun in seiner Eigenschaft als Generalsuperintendent der Kurmark beim Brandenburgischen Innenministerium, dass das Tätigkeitsverbot aufgehoben und die Weiterbeschäftigung ohne Einschränkungen erlaubt wurde.
Er konnte am Karfreitag 1950 in der Strafvollzugsanstalt Brandenburg-Görden im Rahmen der seelsorgerischen Betreuung der Gefangenen einen Gottesdienst durchführen, bei dem der Staatssekretär im Justizministerium der DDR, Helmut Alfred Brandt, anwesend war. Die Strafvollzugsanstalt Brandenburg-Görden unterstand der Justiz und galt nicht als Polizei-Haftanstalt, wo eine seelsorgerische Betreuung den Inhaftierten verwehrt wurde.
Als das auf Initiative von Braun gegründete Kirchliche Oberseminar in Potsdam-Hermannswerder durch Erlass der Brandenburgischen Landesregierung vom 15. August 1950 aufgelöst werden sollte, obwohl eine gültige Lizenz der SMA für sein Wirken als vorbereitende Ausbildungsstätte für den Pfarrer-Nachwuchs vorlag, beförderte der kurmärkische Generalsuperintendent die Verhandlungen mit den Behörden zum Fortbestehen des Seminars kraft seines kirchlichen Amtes. Nach dem erfolgreichen Ausgang der Verhandlungen, auf die staatlicherseits besonders Otto Nuschke in seiner Eigenschaft als Stellvertreter des DDR-Ministerpräsidenten großen Einfluss zugunsten der kirchlichen Ausbildungsstätte in Potsdam-Hermannswerder ausgeübt hatte, konnten die Seminaristen aus Berlin-Brandenburg, der Oberlausitz, Mecklenburg, Pommern, Sachsen, Anhalt und Thüringen im Herbst desselben Jahres ihre Sprachausbildung in Latein, Griechisch und Hebräisch unter Leitung des ehemaligen Rektors eines Steglitzer Gymnasiums, Max Vanselow, fortsetzen.

### Familie
Die kirchliche Trauung Brauns mit seiner Ehefrau Erna Braun, geborene Schikowsky, einer gebürtigen Königsbergerin, fand im Juli 1918 im Dom von Königsberg statt. Besonderen Einfluss auf das Leben der Pfarrersfamilie in den vergangenen 25 Jahren in Bezug auf die Wirkungsstätte  hatten der Generalsuperintendent der Kirchenprovinz Ostpreußen Paul Gennrich und der Missionswissenschaftler Julius Richter, letzterer durch seine Vorträge.
Seine letzte Ruhestätte fand Braun am 2. März 1973 auf einem Friedhof seiner letzten Wirkungsstätte in Potsdam.

## Publikationen

### Schriften, Predigten und Aufsätze (Auswahl)
- Heidenmission und Nationalsozialismus. Berlin 1932, DNB 572508859
- Und bis ans Ende der Welt. Für die Bibelwoche geschrieben im Auftrage der Arbeitsgemeinschaft deutscher Volksmissionar.[32]
- Von Zukunft und Gegenwart. Predigt. Hrsg.: „Volksmissionarische Abteilung beim Central-Ausschuß für Innerer Mission“. Berlin 1947.[33]
- Vom Frieden Gottes. Predigt. Hrsg.: „Volksmissionarische Abteilung beim Central-Ausschuß für Innerer Mission“. Berlin 1948.
- Ruf zum Glauben. In: Heinrich Rendtorff, Walter Braun (Hrsg.): Habt Glauben an Gott.[34]
- Tue das, so wirst du leben! Predigt. In: Heinz Wagner (Hrsg.): Wort Gottes für dich. Kleiner Glaubensbote.[35]
- Die Bibel wird auch in Tansania gefragt. Aufsatz. 1967.[36]

### Herausgeber (Auswahl)
- Das missionarische Organ der Arbeitsgemeinschaft für Volksmission. Zusammen mit Heinrich Rendtorff. 12. Jahrgang, 1959.[37]